# Parathelges tumidipes
Parathelges tumidipes är en kräftdjursart som beskrevs av Clements Robert Markham1972. Parathelges tumidipes ingår i släktet Parathelges och familjen Bopyridae. Inga underarter finns listade i Catalogue of Life.